# Resident Evil (Computerspielreihe)
Resident Evil (englisch für Ansässiges Böses) ist eine von Shinji Mikami erdachte und von der japanischen Softwarefirma Capcom entwickelte und veröffentlichte Videospielreihe. In Japan ist die Reihe unter dem Namen Biohazard (jap. バイオハザード, Baiohazādo; dt. Biogefährdung) bekannt. Resident Evil gilt – obwohl nicht der Begründer des Genres – als Inbegriff des Survival Horror.
Die Reihe brachte es bis Anfang 2017 auf neun Teile der Kernserie sowie mehrere Remakes und verschiedene Ableger in anderen Genres. Eine Reihe von Derivaten sowie Umsetzungen in anderen Medien, darunter eine Realfilmreihe, vier computeranimierte Filme sowie diverse Comics und Romane. Bis Februar 2019, kurz nach Release des Remakes von Resident Evil 2, soll sich die gesamte Reihe mehr als 90 Millionen Mal verkauft haben.

## Spielprinzip
Die ersten Teile der Serie werden in der Third-Person-Perspektive gespielt: Der Spieler sieht die gesteuerte Spielfigur aus einer festen Perspektive ohne Möglichkeit der Kamerajustierung. Die Figuren bewegen sich dabei durch vorgerenderte Umgebungen, während bewegliche Objekte in echter 3D-Grafik realisiert sind. Bekannt wurde diese Technik durch den Urvater des Survival-Horror-Genres Alone in the Dark.
Resident Evil Code: Veronica brach erstmals mit diesem Darstellungsstil. Ebenso wie bei dem im Jahre 2005 veröffentlichten Resident Evil 4 wurde das gesamte Geschehen in Echtzeit berechnet. Diese Technik erlaubte erstmals eine dynamischere Spielweise, mit leichten Abstrichen bei der Grafik.
Die Gun-Survivor-Spiele (Resident Evil Survivor, Resident Evil Survivor 2: Code Veronica, Dino Stalker (Ableger von Dino Crisis) und Resident Evil: Dead Aim) sind hingegen Ego-Shooter mit der Option ausgestattet, eine Lightgun an die Konsole anzuschließen. Diese weniger erfolgreichen Ableger haben sich beispielsweise allein in Japan 250.000-mal verkauft, was in Relation die Popularität der gesamten Serie verdeutlicht.
Zum Wiederspielwert tragen vor allem freischaltbare Bonuswaffen, Kostüme und sonstige Extras bei.
Ebenfalls erwähnt seien Resident Evil Outbreak und Resident Evil Outbreak - File #2 für die PlayStation 2. Ersteres unterstützte erstmals für den japanischen und den US-amerikanischen Markt eine Online-Spielmöglichkeit, zweiteres schließlich auch für den europäischen. (Die Online-Gameserver für deutsche Outbreak-File-#2-Spieler wurden jedoch am 31. März 2007 geschlossen. Am 31. Dezember 2007 wurden schließlich auch die US-Server für die amerikanischen Fans geschlossen.)

## Geschichte der Veröffentlichungen
Vorreiter der Resident-Evil-Reihe waren die Film- und Spieleversion von Sweet Home, welche zeitgleich im Jahre 1989 auf den Markt kamen. Tatsächlich war der erste Teil von Resident Evil zunächst als Neuauflage, dann als Fortsetzung zu Sweet Home vorgesehen und wurde schließlich als neue, eigenständige Spielreihe konzipiert und veröffentlicht.
Am 22. März 1996 erschien der erste Teil für Sonys PlayStation unter dem Titel Biohazard in Japan, knapp eine Woche später, am 30. März 1996, wurde der Titel dann auch in Nordamerika veröffentlicht, Europa folgte am 1. August. Aufgrund rechtlicher Bedenken bezüglich eines älteren DOS-Spieles und einer Band, die denselben Namen tragen, wurde der Titel von Biohazard in Resident Evil geändert. Im Laufe des Jahres 1997 folgten Umsetzungen für Sega Saturn und Windows; im September wurde der Teil als „Director’s Cut“ für die PlayStation neu aufgelegt.
Im Januar 1998 wurde der zweite Teil in Japan und Nordamerika veröffentlicht, Europa folgte im März. Umsetzungen für Windows, Sega Dreamcast und Nintendo 64 folgten im Laufe der Jahre 1999 und 2000.
Resident Evil 3: Nemesis erschien unter dem Titel Biohazard 3: Last Escape am 22. September 1999 in Japan. Zunächst nur für PlayStation erhältlich, folgten schließlich im Jahr 2000 Umsetzungen für Dreamcast und Windows.
Mit Code: Veronica erschien im Jahr 2000 der erste Titel der Kernreihe, der sein Debüt nicht auf der PlayStation feierte, sondern auf Segas Dreamcast. Ein Jahr später wurde der Titel mit dem Zusatz „X“ dann auch auf PlayStation portiert.
2002 schlossen Capcom und Nintendo eine Vereinbarung über drei exklusive Resident-Evil-Spiele für GameCube. Zudem sollten auch die vorherigen Titel für die Konsole umgesetzt werden. Erstes Produkt dieser Zusammenarbeit war ein Remake des ersten Teils, das im Jahr 2002 erschien. Das Remake konnte mit besserer Grafik sowie veränderten Rätseln und hochwertigeren Cutscenes aufwarten. In den Jahren 2003 und 2004 wurden dann auch die restlichen existierenden Titel auf GameCube portiert und veröffentlicht. Anders als beim ersten Teil wurden diese aber lediglich 1:1 von den PlayStation-Varianten umgesetzt. Das erste gänzlich neue Spiel der Zusammenarbeit war Resident Evil Zero, welches im Jahr 2002 veröffentlicht wurde.
Auch der 2005 erschienene vierte Teil sollte ein GameCube-Exklusivtitel werden, wurde aber letztlich Ende des Jahres doch auf PlayStation 2 portiert. Shinji Mikami entschuldigte sich daraufhin öffentlich für diese Umsetzung. 2007 folgte eine Wii-Edition, welche über eine an die Möglichkeiten der Konsole angepasste Steuerung verfügte.
Nach einer Pause von knapp fünf Jahren folgte Resident Evil 5, welcher am 5. März 2009 in Japan und am 13. März in Nordamerika und Europa veröffentlicht wurde. Resident Evil 5 ist das erste Spiel der Serie überhaupt, das für eine Microsoft-Konsole erschienen ist, namentlich Xbox 360; zudem existieren eine PlayStation-3-Variante und eine Windows-Version.
Der sechste Teil der Kernreihe erschien am 2. Oktober 2012 wiederum für PlayStation 3 und Xbox 360 und am 22. März 2013 für Windows.
Mit Resident Evil 7: Biohazard wird erstmals ein Spiel der Hauptreihe aus der Ego-Perspektive erlebbar gemacht. Auf der Spielemesse E3 2016 stellte Capcom erstmals die Fortsetzung des Resident-Evil-Franchise für PS4, Xbox One und den PC (sowohl Steam als auch Windows 10) vor. Resident Evil 7: Biohazard erschien am 24. Januar 2017.
Am 25. Januar 2019 erschien ein Remake von Resident Evil 2 und am 3. April 2020 folgte ein Remake von Resident Evil 3 zusammen mit einer Mehrspieleradaption, Resident Evil Resistance.
Am 7. Mai 2021 erschien Resident Evil Village, das inhaltlich drei Jahre nach dem 2017 erschienenen Resident Evil 7: Biohazard spielt. Resident Evil Village wurde für Google Stadia, Microsoft Windows, PlayStation 4, PlayStation 5, Xbox One und Xbox Series veröffentlicht.

## Spiele

### Kernreihe
Die Spiele sind in chronologischer Reihenfolge ihres Ersterscheinungsdatums aufgelistet; auf Umsetzungen und Remakes wird in den einzelnen Artikeln eingegangen.
- Resident Evil (Neuauflage von 2002)
- Resident Evil 2
- Resident Evil 3: Nemesis
- Resident Evil Code: Veronica
- Resident Evil Zero
- Resident Evil 4
- Resident Evil 5
- Resident Evil 6
- Resident Evil 7: Biohazard
- Resident Evil Village

### Ableger
Lightgun-Shooter, Shoot ’em ups und Third-Person-Shooter
- Resident Evil: Revelations
- Resident Evil: Revelations 2
- Resident Evil Survivor
- Resident Evil Survivor 2: Code Veronica
- Resident Evil: Dead Aim
- Resident Evil: The Umbrella Chronicles
- Resident Evil: The Darkside Chronicles
- Resident Evil: Operation Raccoon City

Online-Spiele
- Resident Evil Outbreak (kein Online-Modus in der EU-Version)
- Resident Evil Outbreak: File #2
- Resident Evil: Umbrella Corps

Handheld-Umsetzungen
- Resident Evil Gaiden
- Resident Evil: Deadly Silence
- Resident Evil: The Mercenaries 3D

App-Spiele
- Resident Evil Degeneration

### Derivate
Aufgrund des großen Erfolges entwickelte Capcom weitere Spiele, die sich eng am Spielprinzip von Resident Evil orientierten und teilweise auch von denselben Programmierern entwickelt wurden. Auch diese Spiele waren kommerziell wie bei Kritikern erfolgreich und legten den Grundstein zu eigenen Serien.
- Dino Crisis: Die Zombies aus Resident Evil wurden durch Dinosaurier ersetzt, das Setting in verlassenen Laboratorien, Grafik, Steuerung sowie die generelle Stimmung des Spieles wurden übertragen. Es folgten zwei Fortsetzungen und ein Lightgun-Ableger. Produzent des ersten Teiles war ebenfalls Shinji Mikami.
- Onimusha: Das Setting wurde von der Gegenwart ins feudale Japan verlegt. Entsprechend kämpft der Spieler nicht mehr vorwiegend mit Feuerwaffen, sondern mit Schwertern. Die Zombies wurden durch untote Dämonen ersetzt; Steuerung, Grafik und Spielprinzip blieben gleich. Die Onimusha-Reihe besteht bis heute aus vier Teilen sowie zwei Ablegern.
- Devil May Cry: Das erste Devil May Cry wurde ursprünglich als vierter Teil der Resident-Evil-Serie entwickelt. Im Laufe der Entwicklung wurde jedoch ein zu starkes Abweichen vom bisherigen Spielkonzept festgestellt, woraufhin Devil May Cry zu einer eigenständigen Marke wurde und der vierte Teil von Resident Evil sich wieder stärker an den Vorgängern orientierte. Devil May Cry brachte es bis heute auf fünf Fortsetzungen.

## Umsetzungen in anderen Medien

### Film

#### Realfilme
- Resident Evil – vormals Resident Evil: Genesis. Regie führte Paul W. S. Anderson. Kinostart in Deutschland war am 21. März 2002.
- Resident Evil: Apocalypse – vormals Resident Evil: Nemesis. Regie führte Alexander Witt, Paul W. S. Anderson schrieb das Drehbuch. Kinostart in Deutschland war am 23. September 2004.
- Resident Evil: Extinction – vormals Resident Evil: Afterlife. Regie führte Russell Mulcahy, Paul W. S. Anderson schrieb das Drehbuch. Kinostart in Deutschland war am 27. September 2007.
- Resident Evil: Afterlife – Der vierte Teil lief ab dem 10. September 2010 über US-Kinoleinwände. Als ausführende produzierende Firmen traten dabei wieder die deutsche Constantin Film Produktion, Impact Pictures und Davis-Films an, Sony Pictures hat den amerikanischen Vertrieb übernommen. In Deutschland lief der Film ebenfalls in 3D.
- Resident Evil: Retribution – Kinostart in Deutschland: 20. September 2012[5]
- Resident Evil: The Final Chapter – Regie führte Paul W.S. Anderson, Kinostart in Deutschland war am 26. Januar 2017.
- Resident Evil: Welcome to Raccoon City – Regie führte Johannes Roberts, Kinostart in Deutschland war 2021, Reboot der Reihe.

#### Animationsfilme
- Wesker’s Report – Kurzfilm aus dem Jahr 2000; als Promotion bzw. Zusatzmaterial für Resident Evil Code: Veronica im Bundle mit dem Spiel erschienen.
- Biohazard 4D-Executer – Kurzfilm aus dem Jahr 2000; nur in Japan erschienen.
- Resident Evil: Degeneration – Kinofilm; 2008 in Japan, am 5. Februar 2009 in Deutschland auf DVD und Blu-ray Disc erschienen. Der Film spielt zeitlich zwischen Resident Evil 4 und 5. Hauptfiguren sind die aus Resident Evil 2 bekannten Claire Redfield und Leon S. Kennedy.
- Resident Evil: Damnation – Nachfolger zu Degeneration, erschienen am 27. September 2012.[6] Einer der Hauptcharaktere ist erneut Leon S. Kennedy.[7]
- Resident Evil: Vendetta – Kinofilm, erschienen am 27. Mai 2017 in Japan.[8] Der Film spielt zeitlich zwischen Resident Evil 6 und 7. Eine der Hauptfiguren ist abermals Leon S. Kennedy.[9]
- Resident Evil: Death Island – Kinofilm, erschien am 7. Juli 2023 in Japan und am 19. Oktober 2023 in Deutschland auf DVD und Blu-Ray.

### Romane
Die Autorin Stephanie Danelle („S. D.“) Perry nahm die Videospiele als Vorlage für die Resident-Evil-Romanreihe. Anders als die Realfilme, orientieren sich ihre Romane mehr an der bekannten Capcom-Spielreihe. Mit dem siebten Band Resident Evil: Stunde Null wurde S. D. Perrys vorerst letzter Resident-Evil-Roman veröffentlicht. Bisher sind folgende Romane im Dino- bzw. Panini-Verlag erschienen:
- Stephanie D. Perry: Die Umbrella-Verschwörung. In: Resident Evil. Band 1. Panini-Verlag, Stuttgart 2002, ISBN 3-89748-617-2 (amerikanisches Englisch: The Umbrella Conspiracy. Übersetzt von Timothy Stahl, Roman zum Spiel Resident Evil).
- Stephanie D. Perry: Caliban Cove – Die Todeszone. In: Resident Evil. Band 2. Panini-Verlag, Stuttgart 2002, ISBN 3-89748-618-0 (amerikanisches Englisch: Caliban Cove. Übersetzt von Timothy Stahl, Eigenständiger Roman; verbindet die Ereignisse von Resident Evil und Resident Evil 2).
- Stephanie D. Perry: Stadt der Verdammten. In: Resident Evil. Band 3. Panini-Verlag, Stuttgart 2002, ISBN 3-89748-669-5 (amerikanisches Englisch: City of the Dead. Übersetzt von Timothy Stahl, Roman zum Spiel Resident Evil 2).
- Stephanie D. Perry: Das Tor zur Unterwelt. In: Resident Evil. Band 4. Panini-Verlag, Stuttgart 2003, ISBN 3-89748-692-X (amerikanisches Englisch: Underworld. Übersetzt von Timothy Stahl, Eigenständiger Roman; verbindet die Ereignisse von Resident Evil 2 und Resident Evil 3).
- Stephanie D. Perry: Nemesis. In: Resident Evil. Band 5. Panini-Verlag, Stuttgart 2003, ISBN 3-89748-693-8 (amerikanisches Englisch: Nemesis. Übersetzt von Timothy Stahl, Roman zum Spiel Resident Evil 3).
- Stephanie D. Perry: Code: Veronica. In: Resident Evil. Band 6. Panini-Verlag, Stuttgart 2003, ISBN 3-89748-694-6 (amerikanisches Englisch: Code: Veronica. Übersetzt von Timothy Stahl, Roman zum Spiel Resident Evil: Code Veronica).
- Stephanie D. Perry: Stunde Null. In: Resident Evil. Band 7. Panini-Verlag, Stuttgart 2005, ISBN 3-8332-1206-3 (amerikanisches Englisch: Zero Hour. Übersetzt von Timothy Stahl, Roman zum Spiel Resident Evil Zero).
- Tadashi Aizawa: Rose Blank. In: Resident Evil. Band 8. Panini-Verlag, Stuttgart 2006, ISBN 3-8332-1348-5 (japanisch: Bio Hazard Rose Blank. Übersetzt von Josef Shanel, Matthias Wissnet, Eigenständiger Roman).
- Tadashi Aizawa: Tödliche Freiheit. In: Resident Evil. Band 9. Panini-Verlag, Stuttgart 2007, ISBN 978-3-8332-1349-6 (Eigenständiger Roman).
- Osamu Makino: The Umbrella Chronicles Teil 1. In: Resident Evil. Band 10. Panini-Verlag, Stuttgart 2008, ISBN 978-3-8332-1785-2 (Roman zum Spiel Resident Evil: The Umbrella Chronicles).
- Osamu Makino: The Umbrella Chronicles Teil 2. In: Resident Evil. Band 11. Panini-Verlag, Stuttgart 2010, ISBN 978-3-8332-1968-9 (Roman zum Spiel Resident Evil: The Umbrella Chronicles).

#### Neuauflage
- Stephanie D. Perry: Die Geburt des Bösen. In: Resident Evil. Band 1. Panini-Verlag, Stuttgart 2011, ISBN 978-3-8332-2229-0 (Sammelausgabe der Romane „Stunde Null“, „Die Umbrella Verschwörung“ und „Caliban Cove - Die Todeszone“).
- Stephanie D. Perry: Der Umbrella-Faktor. In: Resident Evil. Band 2. Panini-Verlag, Stuttgart 2011, ISBN 978-3-8332-2230-6 (Sammelausgabe der Romane „Stadt der Verdammten“ und „Das Tor zur Unterwelt“).
- Stephanie D. Perry: Im Netz der Verräter. In: Resident Evil. Band 3. Panini-Verlag, Stuttgart 2012, ISBN 978-3-8332-2370-9 (Sammelausgabe der Romane „NEMESIS“ und „Code: Veronica“).

### Bücher
- Resident Evil Archives: Eine Enzyklopädie, die sich mit den Spielen Resident Evil bis Resident Evil – Code Veronica beschäftigt. Das Nachschlagewerk beinhaltet die gesamte Hintergrundgeschichte zu diesen Teilen. Außerdem bietet es zahlreiche Charakter- und Kreaturen-Beschreibungen, Artworks und Informationen rund um Resident Evil.
- Resident Evil Archives II: Der zweite Teil der Enzyklopädie behandelt die neusten Teile aus der Resident-Evil-Serie (RE 4 und 5, sowie RE: The Umbrella Chronicles und The Darkside Chronicles) außerdem den Animationsfilm RE Degeneration.

### Comics
Der Comicverlag Gamix veröffentlichte 1999 in seiner gleichnamigen Comicserie für Videospieladaptionen fünf Ausgaben zum Thema Resident Evil. Bei den ersten beiden Ausgaben handelte es sich um offizielle Adaptionen, die die Geschichte der bis dahin erschienenen beiden Teile der Spielereihe erzählten. Die darauf folgenden Comics dienten zur fiktiven Weiterbildung der Resident-Evil-Story.
- Gamix No. 3 – „Resident Evil – die offizielle Adaption“, Juni/Juli 1999
- Gamix No. 4 – „Resident Evil – die offizielle Adaption“, August/September 1999
- Gamix No. 5 – „Resident Evil“ – Oktober/November 1999 (indiziert)
- Gamix No. 6 – „Resident Evil“ – Dezember 1999
- Gamix No. 8 – „Resident Evil“ – April/Mai 2000
- Ein auf 2500 Exemplare limitierter Sammelband mit allen oben genannten Comics in rotem Kunstleder ist ebenfalls erschienen

Kurz darauf folgte Mg/Publishing mit seinen eigenen „Resident-Evil“-Comic-Geschichten. Der vierbändige Comic trägt den Namen Feuer und Eis und bekam für jedes Land ein eigenes limitiertes Cover.
- Resident Evil Feuer und Eis – Heft 1/4, Juni 2001
- Resident Evil Feuer und Eis – Heft 2/4, Juli 2001
- Resident Evil Feuer und Eis – Heft 3/4, August 2001
- Resident Evil Feuer und Eis – Heft 4/4, September 2001
- Ein Sammelband mit den vier zuvor genannten Comics

Außerdem erschien ein vierbändiger Comic zu Resident Evil Code: Veronica im WildStorm-Verlag mit etwa 118 Seiten.
- Resident Evil Code: Veronica – Heft 1/4, Juli 2002
- Resident Evil Code: Veronica – Heft 2/4, September 2002
- Resident Evil Code: Veronica – Heft 3/4, November 2002
- Resident Evil Code: Veronica – Heft 4/4, Januar 2003

Resident-Evil-Comic Reihe von Panini:
- Resident Evil 01, Dezember 2010

In Japan erschien von 2012 bis 2013 die Manga-Serie Biohazard: Marhawa Desire von Naoki Serizawa bei Akita Publishing im Magazin Shūkan Shōnen Champion. Die Kapitel erschienen auch in fünf Sammelbänden herausgebracht und wurden von Juni 2012 bis Juni 2014 bei Kazéin in einer Übersetzung von Josef Shanel und Matthias Wissnet auf Deutsch veröffentlicht. Sie wurden auch ins Spanische, Französische, Polnische, Chinesische und Englische übersetzt. 2015 folgte die Serie Biohazard: Heavenly Island im selben Magazin und vom selben Künstler. Sie wurde ins Französische übersetzt und erschien von November 2015 bis November 2017 vollständig auf Deutsch bei Kazé Deutschland.

## Verschiedenes
Mit steigender Zahl an Fortsetzungen, Ablegern und Verfilmungen wurden auch zahlreiche Charaktere weiterentwickelt und in enger Weise mit der Hintergrundgeschichte von Resident Evil verknüpft. In Klammern angegeben ist das Spiel oder der Film, in dem der Charakter auftaucht, eine kursive Schreibweise verdeutlicht, dass der Charakter im Hauptspiel des jeweiligen Teils spielbar ist, betrachtet werden nur die Kernreihe und die Verfilmungen.

### Wiederkehrende Charaktere
- Jill Valentine: Mitglied bei S.T.A.R.S., später bei B.S.A.A. Wurde nach einem Kampf mit Albert Wesker für tot gehalten, befand sich aber unter dessen Kontrolle, bis sie von Chris Redfield und Sheva Alomar befreit wurde. (Resident Evil, Resident Evil 3: Nemesis, Resident Evil 3 (2020), Resident Evil 5, Resident Evil: Revelations – Resident Evil: Apocalypse, Resident Evil: Afterlife, Resident Evil: Retribution (dargestellt von Sienna Guillory))
- Chris Redfield: Mitglied bei S.T.A.R.S., (ab Resident Evil 5: Mitglied bei B.S.A.A., die mit der Umbrella Corporation zusammenarbeitet) gehörte zur ersten Einheit, die den Zwischenfall bei der Spencer Villa untersuchte. Später Mitglied der B.S.A.A. und gemeinsam mit Sheva Alomar bei einem Einsatz in Westafrika. (Resident Evil, Resident Evil Code: Veronica, Resident Evil 5, Resident Evil: Revelations, Resident Evil 6, Resident Evil 7, Resident Evil 8 – Resident Evil: Afterlife (dargestellt von Wentworth Miller))
- Leon S. Kennedy: Polizist in Raccoon City, später Agent beim United States Secret Service. Arbeitete in Raccoon City mit Claire Redfield zusammen und befreite später die Tochter des US-Präsidenten von einer Sekte in Spanien. (Resident Evil 2, Resident Evil 2 (2019), Resident Evil 4, Resident Evil 6 – Resident Evil: Degeneration, Resident Evil: Damnation – Resident Evil: Retribution (dargestellt von Johann Urb))
- Claire Redfield: Schwester von Chris Redfield, arbeitete auf der Suche nach diesem in Raccoon City mit Leon Kennedy zusammen. (Resident Evil 2, Resident Evil 2 (2019), Resident Evil Code: Veronica, Resident Evil Revelations 2 – Resident Evil: Degeneration – Resident Evil: Extinction, Resident Evil: Afterlife, Resident Evil: The Final Chapter (dargestellt von Ali Larter))
- Albert Wesker: Kommandant bei S.T.A.R.S., später enttarnt als Mitarbeiter der Umbrella Corporation, der die Spezialeinheit unterwandern sollte. Erhielt im Verlauf der Serie übermenschliche Kräfte durch biologische Behandlungen und entwickelte sich dadurch auch zu einem Hauptgegenspieler, der die meisten Ereignisse im Handlungsverlauf der Serie veranlasst oder beeinflusst hat. Er hat einen Sohn namens Jake Muller, der allerdings erst nach Weskers Tod von Ada Wong gefunden wurde. (Resident Evil, Resident Evil Code: Veronica, Resident Evil Zero, Resident Evil 4, Resident Evil 5 – Resident Evil: Extinction (dargestellt von Jason O’Mara), Resident Evil: Afterlife, Resident Evil: Retribution, Resident Evil: The Final Chapter (dargestellt von Shawn Roberts))
- Barry Burton: Mitglied bei S.T.A.R.S., später Berater und Kampfspezialist bei B.S.A.A. Er war Teil des Teams das bei dem Vorfall im Herrenhaus in den Wäldern von Raccoon City agierte. Zu diesem Zeitpunkt wurde er von Wesker benutzt der Barrys Familie bedrohte. Aufgrund dessen verriet er kurzzeitig Jill Valentine und Chris Redfield schlug sich jedoch später wieder auf deren Seite. (Resident Evil, Resident Evil Revelations 2 – Resident Evil: Retribution (dargestellt von Kevin Durand))
- Ada Wong: Begegnete Leon Kennedy in Raccoon City und gab vor, ihren Freund zu suchen; später enttarnt als Agentin einer ungenannten Organisation, die Unterlagen und Proben der Umbrella Corporation sichern sollte. Es gibt in Resident Evil 6 einen Klon von ihr (Carla Radames), die für den Anschlag verantwortlich ist, aber von Ada besiegt wird. (Resident Evil 2, Resident Evil 2 (2019), Resident Evil 4, Resident Evil 6 – Resident Evil: Retribution (dargestellt von Li Bingbing))
- Carlos Oliveira/Carlos Olivera: War Mitglied des Umbrella Biohazard Countermeasure Service (U.B.C.S.). Er half Jill Valentine im Kampf gegen Nemesis und ermöglichte ihr die Flucht aus Raccoon City. (Resident Evil 3: Nemesis, Resident Evil 3 (2020) – Resident Evil: Apocalypse, Resident Evil: Extinction, Resident Evil: Retribution (dargestellt von Oded Fehr)). Aus unbekannten Gründen wird sein Name zwar in allen Realfilmen ohne das "i" geschrieben, jedoch genauso ausgesprochen wie in Resident Evil 3: Nemesis und Resident Evil 3 (2020). Es handelt sich trotzdem um denselben Character.
- HUNK: Er ist ein mysteriöser Mann mit Gasmaske, der zur Umbrella-Corporation gehört. (Resident Evil 2 (Bonuscharakter), Resident Evil 2 (2019) (Bonuscharakter), Resident Evil Revelations (Gast-Charakter im "Raubzug"-Modus), Resident Evil Revelations 2 (DLC-Charakter), Resident Evil: Operation Raccoon City)
- Alice: Sicherheitsoffizierin bei der Umbrella Corporation, die später entdeckte, dass sie ein genetisches Experiment des Unternehmens war. Exklusiver Charakter und Hauptfigur der Realfilmreihe, Darstellerin war jeweils Milla Jovovich.

### Einmalige Hauptcharaktere
- Rebecca Chambers: Mit 18 Jahren jüngstes Mitglied der S.T.A.R.S., verbündete sich nach einem Zugunglück nahe Raccoon City mit Billy Coen. (Resident Evil, Resident Evil Zero)
- Billy Coen: Ehemaliger US-Marine und wegen 23-fachen Mordes zum Tode verurteilt. Während der Überführung zu seiner Hinrichtung konnte er entkommen und sich in einem Zug verstecken. Nachdem dieser nahe Raccoon City entgleiste, verbündete er sich mit Rebecca Chambers. (Resident Evil Zero)
- Ashley Graham: Tochter des Präsidenten der Vereinigten Staaten. Sie wurde von der Sekte "Los Illuminados" entführt und von Leon Scott Kennedy befreit und zurückgebracht. Dies wird im vierten Teil der Serie behandelt. (Resident Evil 4)
- Sheva Alomar: Agentin der B.S.A.A. in Westafrika, arbeitete mit Chris Redfield zusammen. (Resident Evil 5)
- Jessica Sherawat: Partnerin von Chris Redfield, verrät ihn jedoch später. Arbeitete für die FBC während der Terragriga Panik. (Resident Evil: Revelations)
- Jake Muller: Sohn von Albert Wesker trägt die Antiviren des neuen C-Virus in sich. (Resident Evil 6)
- Parker Luciani: Partner von Jill Valentine und Mitglied der B.S.A.A. Arbeitete für die FBC während der Terragriga Panik. (Resident Evil: Revelations)

### Fiktive Orte und Organisationen
- B.S.A.A.: Bioterrorism Security Assessment Alliance (dt. etwa Allianz zur Einschätzung der Sicherheit gegenüber Bioterrorismus); Spezialeinheit der US-Regierung und der Vereinten Nationen zur Bekämpfung von Bioterrorismus.
- Kijuju: Autonome Zone in einem nicht genannten westafrikanischen Land. Handlungsschauplatz in Resident Evil 5.
- Pueblo: Ein abgeschottetes Dorf in Spanien und Wirkstätte der Sekte "Los Illuminados", welche für die Entführung der Tochter des amerikanischen Präsidenten im Jahr 2004 verantwortlich war. Hier findet die Handlung des ersten Drittels von Resident Evil 4 statt.
- Raccoon City: Stadt in den Vereinigten Staaten. Sie ist Sitz der Umbrella Corporation und dient als Schauplatz diverser Spiele und Filme.
- R.P.D. Raccoon Police Department ist die Polizei von Raccoon City, bei der Leon Scott Kennedy in Resident Evil 2 arbeiten sollte.
- S.T.A.R.S.: Special Tactics And Rescue Service (dt. Spezialtaktiken und Rettungsdienst); Sondereinheit der Polizei von Raccoon City, zahlreiche Charaktere der Serie sind oder waren Mitglied dieser Einheit.
- Tall Oaks: Eine Stadt mit vergleichbarer Population wie Raccoon City im Nordosten der USA. An der dortigen Ivy University sollte der Präsident der Vereinigten Staaten eine Rede halten, was durch einen bioterroristischen Anschlag verhindert wurde.
- Tricell: Konzern, der die Forschungen der Umbrella Corporation übernahm und modifizierte. Verantwortlich für den Plaga-Ausbruch in Kijuju.
- Umbrella Corporation: Eine als pharmazeutisches Unternehmen getarnte Organisation mit Spezialisierung auf biologische Waffen. Ein fehlgeschlagenes Experiment der Umbrella Corporation und die damit verbundene biologische Verseuchung von Raccoon City und dessen Umgebung bildet den Ausgangspunkt der gesamten Hintergrundgeschichte der Serie.
- U.B.C.S: Umbrella Biohazard Countermeasure Service (dt. etwa: Umbrellas Dienst für Maßnahmen gegen Biologische Gefahrenstoffe)
  - Der U.B.C.S war eine angeworbene Private Militäreinheit die im Dienste der Umbrella Corporation stand. Sie waren spezialisiert auf Rettungsmissionen während Ausbrüchen von Biologischem Gefahrengut. Die Einheit bestand zu großen Teilen aus verurteilten Kriegsverbrechern und Söldnern. Dies ist der U.B.C.S wie er in den Spielen "Resident Evil 3: Nemesis" und "Resident Evil Operation Raccoon City" dargestellt wurde. Bekannte Mitglieder waren unter anderem Carlos Oliveira, Nikolai Zinoviev und Mikhail Victor.[10]
  - In dem Realfilm "Resident Evil: Apocalypse" wurden die Mitglieder des U.B.C.S als eine eigene Paramilitärische Einheit der Umbrella Corporation dargestellt, die sich um die Eindämmung der T-Virus Infektion innerhalb und an den Grenzen von Raccoon City kümmern sollte. Sie unterschieden sich sowohl in ihrer Bewaffnung als auch in ihrer Kleidung deutlich von ihren Gegenstücken in den Spielen. Die einzigen drei namentlich bekannten Mitglieder waren Carlos Olivera, Nicholai Ginovaeff und Yuri Loginova.[10]
- U.S.S: Umbrella Security Service (dt. Umbrella Sicherheitsdienst)
  - Der U.S.S war eine Geheime Paramilitärische Elite-Einheit der Umbrella Corporation die aus mehreren Teams und Einheiten bestand. Die Mitglieder des U.S.S waren weit besser ausgerüstet und trainiert als die Mitglieder des U.B.C.S. Des Weiteren hatten sie sogar die Befugnis ihre eigentlichen Kollegen aus dem Weg zu räumen sollten sie in den Augen der Corporation ein Problem darstellen.
    - Das U.S.S Alpha Team war das U.S.S Team das den G-Virus von William Birkin sicherstellen sollte. Bekannte Mitglieder waren die Agenten: HUNK, Ghost, Kirkpatrick, Nighthawk, Miguel, Derek, Luke und Goblin 6. Während des Einsatzes erschoss der Agent Ghost, den mit dem G-Virus infizierten, Birkin. Dieser mutierte daraufhin zu einer übermenschlich schnellen und starken B.O.W, die in kürzester Zeit das gesamte Alpha Team, mit Ausnahme von HUNK, auslöschte. HUNK selbst konnte mit einer Probe des G-Virus aus Raccoon City fliehen und gilt als der einzige Überlebende des Alpha Teams. Das Team hatte seinen Auftritt in Resident Evil 2 und dessen Remake von 2019.
    - Das U.S.S Delta Team, inoffiziell auch als "Wolfpack" bezeichnet, bestand aus den sechs Agenten: Lupo, Four Eyes, Bertha, Spectre, Beltway und Vector. Sie schützten die Interessen der Corporation, indem sie, unter anderem, verschiedenes belastendes Material, das die Beteiligung von Umbrella am Ausbruch des T-Virus in Raccoon City bewies, vernichteten. Das Delta Team trat bisher nur in dem Spiel "Resident Evil Operation Raccoon City" in Erscheinung.[11]